# Kukoricaasszony
A nők központi szerepet játszottak sok szent kukoricaszertartás során, a kukorica teremtését pedig gyakran tulajdonították egy nőalaknak.

## A Kukoricaasszony több indián kultúrában
A cserokik szerint az első nő, Szelu („Kukorica”) szülte meg az első kukoricát, miután megdörgölte a hasát. Szeluról, aki az első zöldbabot is a melléből teremtette, a Zöldkukorica Szertartás alkalmával emlékeznek meg, melyen a szellemlényt egy kosarában az év első betakarított termését tartó, fiatal nő jeleníti meg.
Délkeleten a zunyik és más puebló népek a kukorica megszerzését a Hat Kukoricahajadon nevű lények javára írják. A hopik téli napfordulókor tartott újévi ünnepségén a Kék Kukoricalány és a Sárga Kukoricalány nevű két kacsina (szellem) nővér szerepel a rítusokban, hogy üdvözöljék a Nap visszatértét.
A mandánok szerint egy Jó Prémköpeny nevű lény szervezte meg a Lúdasszony Társaságot, amely kézben tartja a kukoricavetés, gondozás és aratás számos mozzanatát, továbbá az ezekkel kapcsolatos számtalan rítust. A Lúdasszonyok átlagéletkora 30 év volt, de ennél jóval fiatalabb korban is beléphettek a társaságba. A tagok fokozatosan haladtak előre a rangsorban. Tevékenységüket egy Kukoricapap nevű személy felügyelte. A kukorica növekedésének időszakában a Lúdasszonyok táncokat szerveztek. Tavasszal és ősszel ezek a ludak vándorlásához kapcsolódtak. A madarak a kukoricát jelképezték, és a termény növekedését előidéző Halhatatlan Öregasszony hírvivőjének tartották őket.